# Střížov (Cheb)
Střížov (deutsch Triesenhof) ist eine Siedlung der Stadt Cheb (Eger) im Okres Cheb (Bezirk Cheb) in der Tschechischen Republik.

## Lage

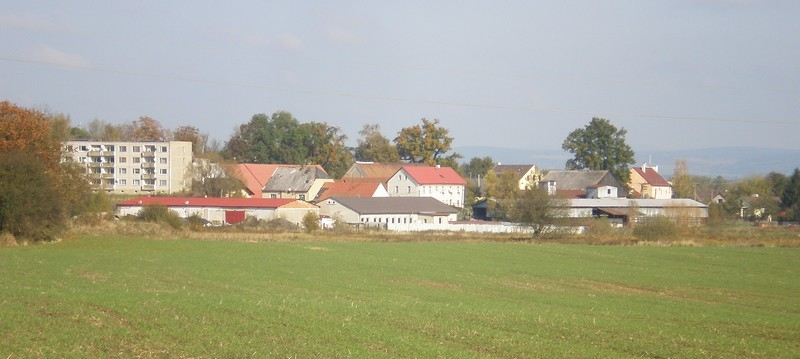
Blick in die Ortslage

Der Ort im Egerland liegt rund 2 km von der Altstadt von Cheb entfernt direkt an der Hauptstraße ins vogtländische Bad Brambach, die südlichste Gemeinde Sachsens, deren südlichster Punkt knapp 6 km nördlich liegt. Die Eger liegt entsprechend südlich der Ortslage. Die Gemarkung mit einer Fläche von 194 ha trägt den offiziellen Namen Střížov u Chebu.

## Geschichte
Triesenhof wurde erstmals 1279 schriftlich erwähnt. Aufgrund der Nähe zu Eger ergibt sich eine lange Verwaltungszugehörigkeit dorthin, bspw. zum Gerichtsbezirk Eger in der Tschechoslowakei. 2011 lebten im Ort 190 Personen.
| Jahr      | 1869 | 1880 | 1890 | 1900 | 1910 | 1921 | 1930 | 1950 | 1961 | 1970 | 1980 | 1991 | 2001 | 2011 |
| --------- | ---- | ---- | ---- | ---- | ---- | ---- | ---- | ---- | ---- | ---- | ---- | ---- | ---- | ---- |
| Einwohner | 91   | 123  | 129  | 77   | 91   | 85   | 127  | 53   | 68   | 65   | 152  | 140  | 189  | 190  |
| Häuser    | 10   | 10   | 9    | 9    | 10   | 10   | 14   | 16   | -    | 11   | 21   | 22   | 24   | 26   |

## Belege
1. 1 2  https://www.czso.cz/documents/10180/20537734/130084150411.pdf/
2. ↑  STATISTICKÝ LEXIKON OBCÍ ČESKÉ REPUBLIKY 2013 Podle správního rozdělení k 1.1. 2013 a výsledků sčítání lidu, domů a bytů k 26. březnu 2011 Zpracoval Český statistický úřad ve spolupráci s Ministerstvem vnitra ČR. 1. Januar 2013, S. 265, abgerufen am 19. März 2024 (tschechisch).